# Asnières-sur-Blour
Asnières-sur-Blour település Franciaországban, Vienne megyében. Lakosainak száma 189 fő (2022. január 1.). Asnières-sur-Blour Abzac, Oradour-Fanais, Luchapt, Millac, Gajoubert, Saint-Martial-sur-Isop és Val-d’Oire-et-Gartempe községekkel határos.

## Népesség
A település népességének változása:
| Lakosok száma | 175  | 178  | 184  | 182  | 181  | 180  | 180  | 184  | 189  |
|               | 2013 | 2015 | 2016 | 2017 | 2018 | 2019 | 2020 | 2021 | 2022 |